# Al-Fadel Santo
Al-Fadel Osman Abdelfadil znany jako Al-Fadel Santo – sudański piłkarz grający na pozycji pomocnika. W swojej karierze grał w reprezentacji Sudanu.

## Kariera klubowa
Swoją karierę piłkarską Santo rozpoczął w klubie Al-Ittihad Wad Madani, w którym grał w latach 1969-1970. W latach 1971–1975 był zawodnikiem Al-Merreikh Omdurman. Wywalczył z nim cztery mistrzostwa Sudanu w sezonach 1971, 1972, 1974 i 1975 oraz zdobył trzy Puchary Sudany w sezonach 1971, 1972 i 1974. W latach 1975–1980 był piłkarzem emirackiego Al-Nasr Dubaj. W sezonach 1978/1979 i 1979/1980 wywalczył z nim dwa mistrzostwa kraju.

## Kariera reprezentacyjna
W 1976 roku Santo został powołany do reprezentacji Sudanu na Puchar Narodów Afryki 1976. Wystąpił na nim w dwóch meczach grupowych: z Marokiem (2:2) i z Nigerią (0:1).